# Sathonay-Village
Sathonay-Village – miejscowość i gmina we Francji, w regionie Owernia-Rodan-Alpy, w departamencie Rodan.
Według danych na rok 1990 gminę zamieszkiwało 1401 osób, a gęstość zaludnienia wynosiła 272 osób/km² (wśród 2880 gmin regionu Rodan-Alpy Sathonay-Village plasuje się na 601. miejscu pod względem liczby ludności, natomiast pod względem powierzchni na miejscu 1504.).